# كلايتون (نيويورك)
كلايتون (بالإنجليزية: Clayton, New York)‏ هي بلدة أمريكية تقع في الولايات المتحدة في نيويورك (ولاية). يقدر عدد سكانها بـ 5,153 نسمة .